# Mi Sangre World Tour
Mi Sangre World Tour es una gira promocional del cantautor colombiano Juanes que se empezó a llevar a cabo en el año 2005 en Estados Unidos, esta gira fue realizada gracias a su álbum Mi Sangre que lo llevó a recorrer gran parte del mundo, esta fue la segunda gira más productiva de Juanes, puesto que la primera la ocupa La vida World Tour, en ambas giras el cantante colombiano logra recorrer gran parte Europa, Latinoamérica, Estados Unidos y Japón debido a que importantes éxitos como La camisa negra, Nada valgo sin tu amor, Para tu amor, Volverte a ver, Lo que me gusta a mí y Rosario Tijeras lograron tener éxito en diferentes países, además en esta gira se realizaron 111 conciertos donde también se incluyen las presentaciones del cantante en Alemania para el sorteo de equipos para el Mundial y la presentación dentro del Premio Nobel de la Paz.
La gira Mi Sangre World Tour lleva a Juanes a países como Estados Unidos, Alemania, Francia, Japón, México, Marruecos, Argentina, Puerto Rico, España, Reino Unido, Bélgica, Portugal, Suiza, Italia, Mónaco, Dinamarca, Suecia, Rumania, Ucrania, Rusia, Finlandia, Venezuela, Costa Rica, Panamá, República Dominicana, Chile, Colombia, Cuba, Uruguay, Bolivia, Paraguay, Canadá, Nicaragua, Belice, Guatemala, Honduras, El Salvador, Perú, Ecuador, entre otros países.
- Datos: Q6012355